# Dresherscheid
Dresherscheid ist ein Ortsteil im Stadtteil Bärbroich von Bergisch Gladbach. 

## Geschichte
Bei der Ortschaft Dresherscheid handelt es sich um einen mittelalterlichen Weiler, der in der großen Rodeepoche zwischen 1000 und 1300 entstanden ist. Im Urkataster wird die Siedlung nördlich des Branderhofs erwähnt. 
Laut der Uebersicht des Regierungs-Bezirks Cöln besaß der als „Bauergüter“ kategorisierte Ort 1845 zwei Wohnhäuser. Zu dieser Zeit lebten 15 Einwohner im Ort, alle katholischen Glaubens. Die damalige Schreibweise des Ortsnamens lautete Drees-Herscheid. 1905 zählte der Ort acht Gebäude mit 48 Einwohnern. Er gehörte zu dieser Zeit zur Gemarkung Immekeppel. Das Grundwort herscheid ist auch in die Siedlungsnamen Ottoherscheid und Wüstenherscheid eingeflossen. Es lässt sich aus der früheren Form Haenscheid erschließen. Haen stellt eine Nebenform von „Hain/Hohn“ (in Flurnamen = eingehegter Wald) dar, während „scheid“ generell eine Grenze (auch bewaldete Erhöhung) bezeichnet. Demzufolge lässt sich herscheid als Waldgrenze bzw. Grenzwald deuten.